# Eupelmus conigerae
Eupelmus conigerae är en stekelart som beskrevs av William Harris Ashmead 1885. Eupelmus conigerae ingår i släktet Eupelmus och familjen hoppglanssteklar. Inga underarter finns listade i Catalogue of Life.